# Kameritsch
Kameritsch (slowenisch Kamerče) ist ein Dorf und eine Ortschaft in der Gemeinde Hermagor-Presseggersee im Bezirk Hermagor in Kärnten, Österreich. Der Ort liegt nördlich der Ortschaft Watschig in den Gailtaler Alpen. Die Ortschaft hat 52 Einwohner (Stand 1. Jänner 2024).
Das Dorf wird in die Teile Ober- und Unterkameritsch gegliedert. Die Garnitzenalm () gehört zum Ort.

## Etymologie
Heinz-Dieter Pohl leitet den Ortsnamen von dt. Kammer, althochdeutsch kamara ‘Kammer, Gemach; (auch:) kleines Haus, Sitz der herrschaftlichen Verwaltung’ und der slowenischen Endung -iče ab.

## Geschichte
Mit 1. Jänner 1973 wurde die bis dahin selbständige Gemeinde Mitschig mit dem Ort Kameritsch zusammen mit den Gemeinden Egg, Görtschach, Hermagor und Teilen von Rattendorf zu Hermagor-Pressegger See fusioniert.